# Rotărăști
Rotărăști – wieś w Rumunii, w okręgu Vâlcea, w gminie Nicolae Bălcescu. W 2011 roku liczyła 286 
mieszkańców.